# Desa Telajung
Desa Telajung är en administrativ by i Indonesien.   Den ligger i provinsen Jawa Barat, i den västra delen av landet, 27 km sydost om huvudstaden Jakarta.